# ЛГБТ-ЗМІ
ЛГБТ ЗМІ — узагальнена назва засобів масової інформації, цільовою групою яких є ЛГБТ-аудиторія.

## Історія
Першим у світі журналом для чоловіків-геїв був журнал «Особливий» (Der Eigene). Він видавався у Берліні Адольфом Брандом з 1896 по 1931 р. Перші десять номерів видавалися чотири рази в рік, після цього журнал з'являвся щомісяця, але іноді він виходив нерегулярно або з перервами. Журнал був названий за твором німецького філософа Макса Штірнера «Єдиний і його власність». У перших виданнях журналу обговорювалися філософські ідеї Штирнера, а також велися дискусії на анархічні теми. З 1898 року в журналі в основному публікувалися вірші, проза, еротика. Авторами статей були такі відомі письменники, як Клаус Манн і Томас Манн, Теодор Лессінг і Еріх Мюзам. У 1903 році на журнал подали до суду за публікацію вірша «Дружба». Але коли з'ясувалося, що автором вірша був Фрідріх Шиллер, справу закрили. В 1933 році в будинку Бранда був кілька раз проведений обшук і конфісковані номери журналу, після чого подальше видання журналу стало неможливим.
У 1947 р. вийшов у світ перший журнал для лесбійок Vice Versa, видавчинею якого була Лайза Бен. Журнал видавався у Лос-Анджелесі протягом дев'яти місяців.

## Телебачення
- Faze TV (Велика Британія). Інформаційно-розважальний телеканал для гомосексуальних чоловіків. Планувався до запуску в 2005 році, але проєкт був закритий.
- Gay Cable Network (США). Перший кабельний телеканал для геїв і лесбійок у Нью-Йорку. Працює з 1982 року.
- GAY.tv (Італія). Перший італійський канал для ЛГБТ. Був відкритий у 2002 році.
- Gaysat.tv (Австралія). Перший цілодобовий ЛГБТ-телеканал, що мовить на Австралію та Нову Зеландію. Працює з грудня 2008 року.
- Gaytv (Велика Британія). Платний канал для геїв, орієнтований на показ «фільмів для дорослих» серед гей аудиторії. Запущений у 2007 році.
- Hardtv (Канада). Англомовний платний порно-канал для гомосексуальних чоловіків. Запущений в 2005 році.
- here! (США). Інформаційно-розважальна мережа для ЛГБТ. Заснована у 2002 році. Телеканал, серед іншого, займається виробництвом власних фільмів та серіалів з ЛГБТ-тематики.
- logo (США). Інформаційно-розважальний телеканал, що мовить з 2005 року. Також знімає власні фільми й серіали.
- Maleflixxx Television (Канада). Порно-канал для чоловіків-геїв. Запущений в 2004 році.
- Mundopink (Іспанія). Перший телеканал для ЛГБТ в Іспанії.
- OUTTV (Нідерланди). Кабельний розважальний канал для гомосексуальних чоловіків. Запущений в 2008 році. Віщання здійснюється на території Нідерландів, Бельгії та Швеції.
- Outtv (Канада). Розважальний канал англійською мовою. Здійснює мовлення з 2001 року.
- Pink TV (Франція). Розважальний кабельний телеканал для ЛГБТ. Мовить з 2004 року.
- Q Television Network (США). Інформаційно-розважальний кабельний телеканал для геїв, лесбійок та бісексуальних людей. У 2006 році канал був закритий.
- TIMM (Німеччина). Інформаційно-розважальний кабельний телеканал для гомосексуальних чоловіків, їх друзів і родичів. Мовить з 2008 року.
- XMO (Нідерланди). Порнографічний кабельний канал для гомосексуальних чоловіків.

## В Україні
В Україні існує невелика кількість інтернет та друкованих ЛГБТ-ЗМІ, що були створені переважно після відновлення незалежності країни.

### Журнали та газети
Першим ЛГБТ-журналом на пострадянському просторі було видання «Один з нас». Газета «Stonewall», b-side проєкт журналу «Один з нас». Випускається ВГО «Гей-альянс Україна». Свідоцтво про державну реєстрацію газети «Stonewall» КВ № 19670-9470Р видане Державною реєстраційною службою України при Мін'юсті 15 Лютого 2013. Мета суспільно-політичної, літературно-мистецької газети — сприяння досягненню рівних можливостей у сфері охорони здоров'я, пропаганда здорового способу життя, інформування про досягнення науки в боротьбі з епідемію ВІЛ/СНІД та послуги, спрямовані на зниження шкоди від епідемії, мобілізація гей-спільноти для протидії епідемії ВІЛ/СНІД.

### Інтернет-сайти та портали
У червні 2013 року почав свою роботу портал ВОО «Гей-альянс Україна»  [Архівовано 25 серпня 2013 у Wayback Machine.]. Портал орієнтовано на роботу з ЛГБТ-спільнотою України, країн Східної Європи та Кавказького регіону. Ціль роботи вебпорталу — зниження рівня гомофобії та трансфобії, поліпшення ситуації з дотриманням рівних прав і можливостей для представників ЛГБТ. Також нещодавно з'явився «Національний ЛГБТ-портал України».